# La Chambre des oubliés
Pour plus de détails, voir Fiche technique et Distribution.
La Chambre des oubliés (The Disappointments Room) est un film d'horreur américain réalisé par D. J. Caruso, sorti en 2016.

## Synopsis
Une mère et son fils emménagent dans une vieille maison de Caroline du Nord. Elle découvre rapidement une porte fermée menant à une pièce qui ne figure pas sur les plans de la demeure.

## Fiche technique
- Titre original : The Disappointments Room
- Titre français : La Chambre des oubliés
- Réalisation : D. J. Caruso
- Scénario : Wentworth Miller[1]
- Direction artistique : Kevin Hardison
- Décors : Tom Southwell
- Costumes : Marian Toy
- Montage : Vince Filippone
- Musique : Brian Tyler
- Photographie : Rogier Stoffers
- Production : Sam Englebardt, William D. Johnson, Geyer Kosinski et Vincent Newman
- Sociétés de production : Demarest Films, Media Talent Group et Relativity Media[2]
- Sociétés de distribution : Relativity Media (États-Unis)
- Budget : 15 millions de dollars
- Pays d'origine :  États-Unis
- Langue originale : anglais
- Durée : 92 minutes
- Format : couleur - 2.35:1
- Genres : drame, horreur, thriller
- Dates de sortie[3] :

 États-Unis : 9 septembre 2016
 France : 13 novembre 2017 (sorti directement en DVD)

## Distribution
- Kate Beckinsale (VF : Marcha Van Boven) : Dana
- Lucas Till : Ben
- Michaela Conlin : Jules
- Gerald McRaney
- Michael Landes : Teddy
- Mel Raido : David

## Production

### Tournage
Le tournage a eu lieu en Caroline du Nord, notamment à Greensboro et Ramseur.

## Accueil

### Box-office
| Pays ou région    | Box-office  | Date d'arrêt du box-office | Nombre de semaines |
| ----------------- | ----------- | -------------------------- | ------------------ |
| États-Unis Canada | 2 423 468 $ | 27 octobre 2016            | 7                  |